# Skumboll

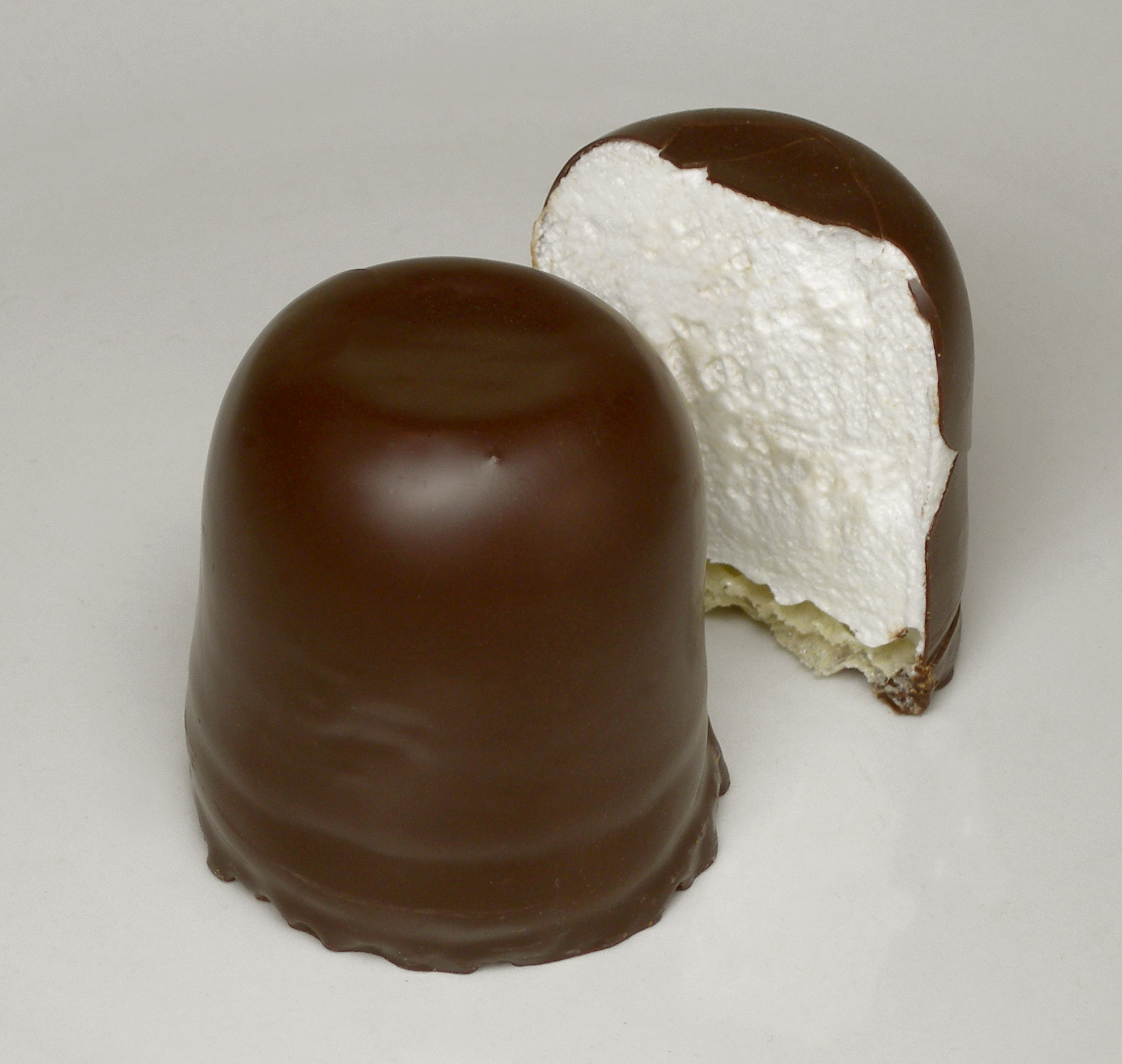
Skumboll.

En skumboll, kokosboll eller skumtopp, är ett bakverk med luftigt och sött äggviteskum samt ett tunt chokladöverdrag. Ibland förekommer även ett veterån i botten och kokosflingor som garnering. Andra benämningar är gräddbulle i Skåne och kokosmunk, chokladmunk eller bara munk i Göteborg. 
Skumbollar består av sockerlag, gelatin och äggvita, som vispas till hårt skum. Sockerlagen kan tillverkas av strösocker och glykos, och smaksättas med vaniljsocker. Smeten läggs sedan i en kokosbeströdd form, eller spritsas på tunna veterån, och ställs i frysen. Sedan överdras skumbollen med smält choklad och eventuellt kokosflingor. En variant med kokosflingor kallas skumraket. I olika länder skapar man skumbollen i olika former.
På marknaden säljs skumbollar under olika varumärkesnamn, till exempel danska Samba från Elvirasminde i Skanderborg och svenska Mums-mums från Cloetta, tidigare Thule.

## Historia
De första skumbollarna tillverkades i parisiska konditorer under 1800-talet och kallades tête de nègre (negerhuvuden). Även i andra länder hade skumbollarna namn som senare skulle anses olämpliga, till exempel i Belgien (negerbröst). I Nederländerna, Tyskland och Danmark kallades skumbollarna negerkyssar till 1980-talet, liksom i Finland till 1990-talet. I Danmark blev det sedermera flødeboller (gräddbullar). Danskarna äter omkring 50 st per person och år.